# 梅赫倫事件

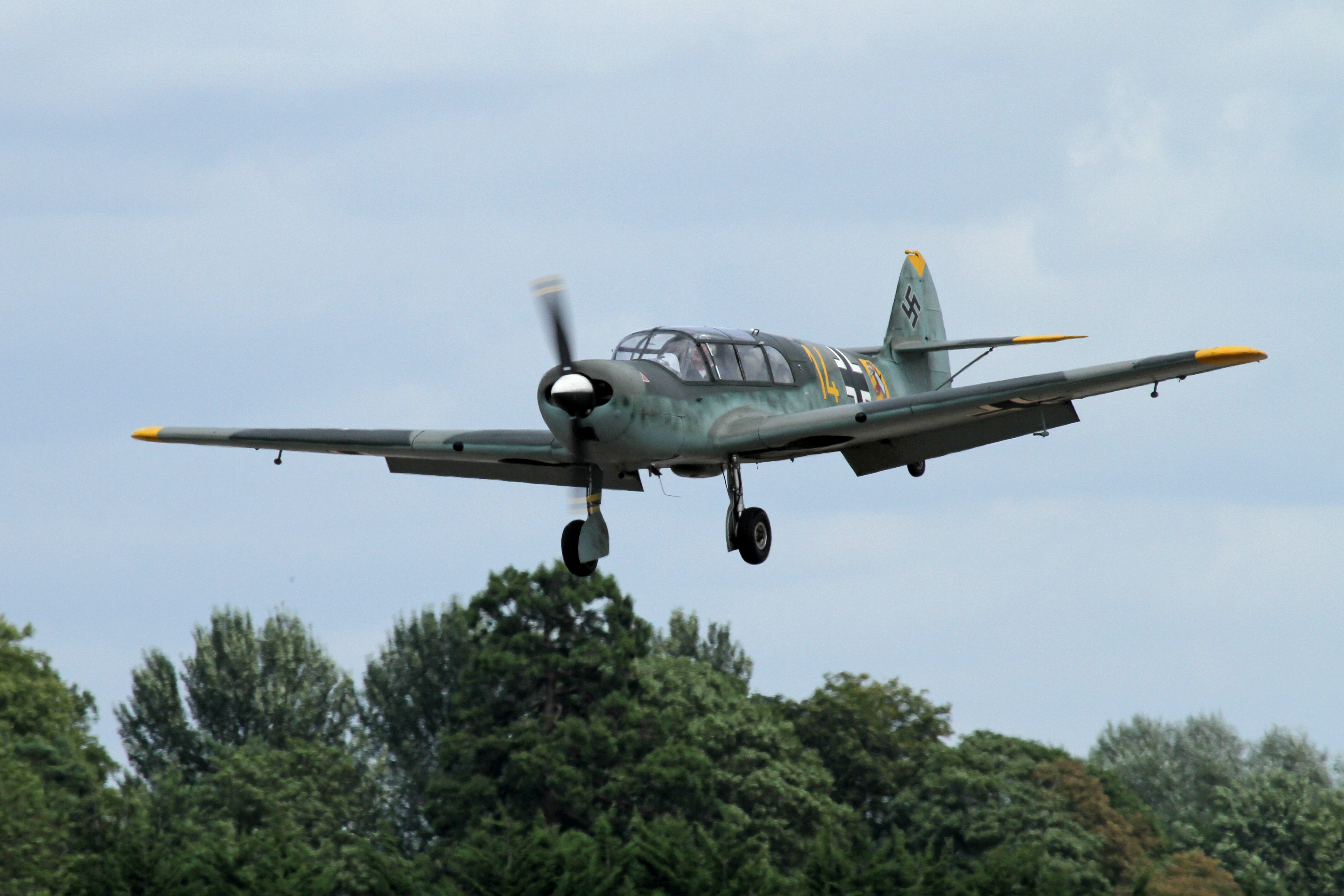
梅塞施密特Bf108

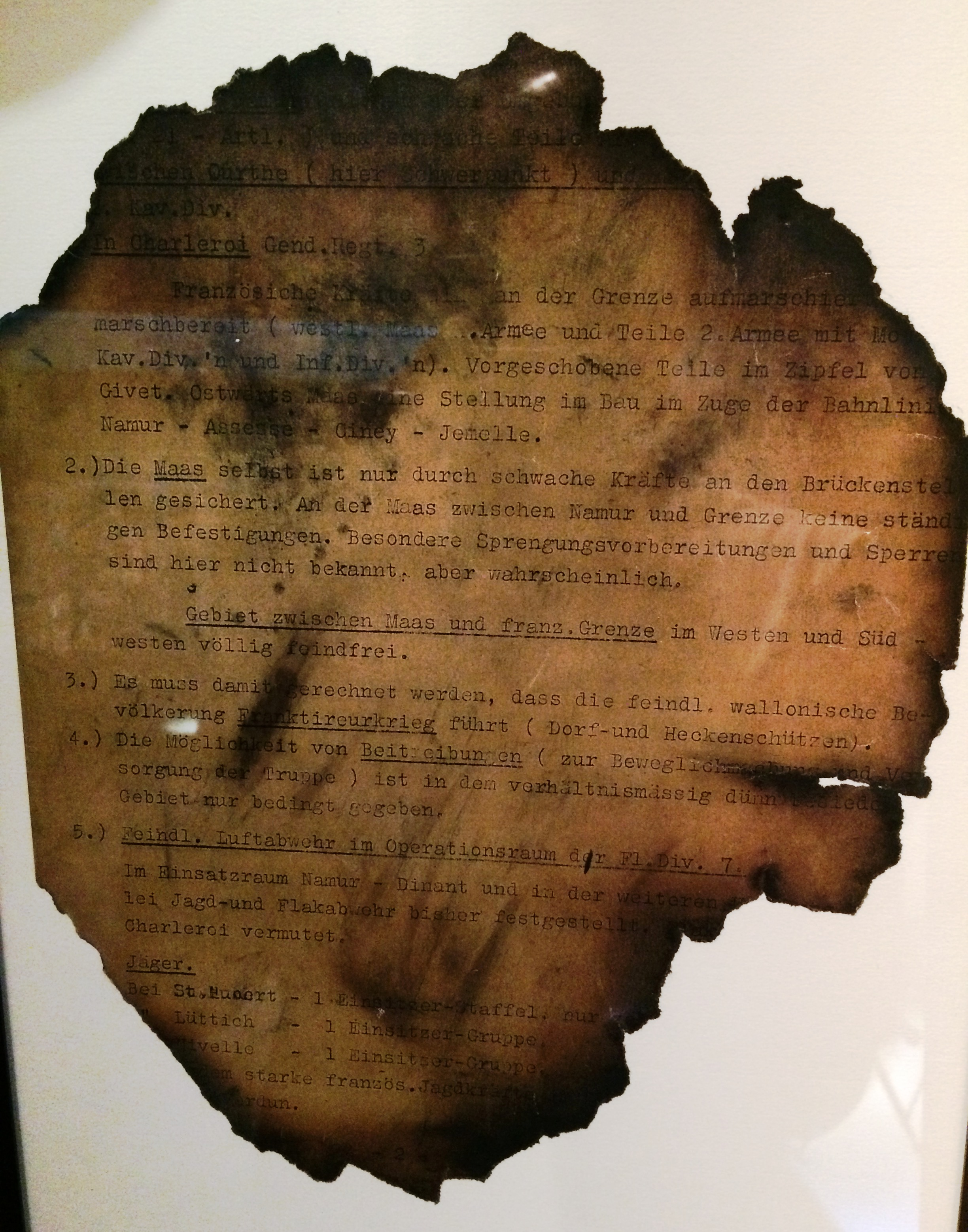
原計畫

梅赫倫事件發生在1940年1月10日的比利時，此時正處於二戰第一階段的靜坐戰期間。一架德國飛機上搭載一名軍官，載有德國對低地國家的襲擊的黃色方案的計劃，在中立的比利時林堡省馬斯梅赫倫附近墜毀。這在低地國家以及法國和英國當局中引發了一場危機，比利時人通知了他們的發現。然而一旦計劃中提到的日期平安無事地過去，危機就相對迅速地消退了。有人認為該事件導致德國攻擊計劃發生重大變化，但這一假設也存在爭議。